# Dino Gavrić
Dino Gavrić (Eszék, 1989. április 11. –) horvát labdarúgó, jelenleg az OTP Bank Ligában szereplő Dunaújváros PASE játékosa. Középhátvédként játszik.

## Pályafutása
Szülővárosa csapata volt pályafutása első klubja, négy évig volt az Osijek játékosa. Onnan Lengyelországba, a Widzew Łódź csapatába szerződött. 2013-ban Ciprusra igazolt. 2014-ben az NB II-ből frissen feljutott Dunaújváros PASE hívására Magyarországra költözött.

## Fordítás
Ez a szócikk részben vagy egészben  a   Dino Gavrić című angol Wikipédia-szócikk ezen változatának fordításán alapul.  Az eredeti cikk szerkesztőit annak laptörténete sorolja fel. Ez a jelzés csupán a megfogalmazás eredetét és a szerzői jogokat jelzi, nem szolgál a cikkben szereplő információk forrásmegjelöléseként.

## Külső hivatkozások
- Soccerway profil
- FootballDatabase profil